# Detty Verreydt
Detty Verreydt (Brasschaat, 27 februari 1950) is een Belgische schrijver van kinderboeken.

## Leven en werk
Detty Verreydt groeide op in een groot, oud huis met een zolder vol boeken, waar ze de smaak van lezen goed te pakken kreeg. Eenmaal volwassen studeerde ze klassieke talen aan de universiteiten van Antwerpen en Leuven. Daar leerde ze haar man kennen.
In 1983 begon Detty Verreydt te schrijven; ze besprak zestig kinderboeken per jaar voor "De Boekenboot", een tijdschrift over kinder- en jeugdboeken. Twee jaar later verscheen haar eerste boek. Sindsdien schreef ze tal van boeken. De grote doorbraak kwam er met Later wil ik stuntman worden, een boek over een gezin uit de vierde wereld dat ze schreef in opdracht van Welzijnszorg. Voor dat boek kreeg ze in 1990 de Boekenleeuw.
Detty Verreydt schrijft over dingen die ze in haar gezin beleeft of over zaken die haar bezig houden. Ze schrijft zinvolle verhalen in een heldere taal met een positieve boodschap. Vriendschap vindt ze heel belangrijk, maar ze schrijft ook graag over familierelaties en maatschappelijke problemen.

## Bekroningen
- 1990: Boekenleeuw voor Later wil ik stuntman worden
- 1992: Kinder- en Jeugdjury Vlaanderen (KJV) voor De kast van koning Leopold
- 1994: Kinder- en Jeugdjury Vlaanderen (KJV) voor De druïde van Kerleac

## Werken
Volwassenen
- Meester Ernestine (1994)
- Het huis van de lijster (2000)

Jeugd
- Zeven zoenen voor Bram (1985)
- Geen kooi voor Takka (1986)
- Het bereboek (1987), met illustraties van Etienne Bruneel
- Een bel naast je bed (1988), met illustraties van Tine Vercruysse
- Waddel (1989), met illustraties van Etienne Bruneel
- De dromen van Nahum (1989), met illustraties van Tine Vercruysse
- Later wil ik stuntman worden (1989), met illustraties van Anne Westerduin
- Een spook in het witte huis (1990), met illustraties van Tine Vercruysse
- De kast van koning Leopold (1991), met illustraties van Tine Vercruysse
- Villa Mathilda (1991), met illustraties van Tine Vercruysse
- De druïde van Kerleac (1992)
- Een trui van Paco Pitti (1992)
- Een bed van beton (1995), met illustraties van Anne Westerduin
- Staartendief (1996), met illustraties van Tine Vercruysse
- Vier opa's en vijf oma's (1996), met illustraties van Tine Vercruysse
- Dromen van Koerdistan (1997)
- Floeze en Floris (1998), met illustraties van Tine Vercruysse
- Zonder papa (1998)
- Blijf bij mij wonen (1999)
- Jan Smeerman (2000), met illustraties van Tine Vercruysse
- De kinderen van Pomelika (2000), met illustraties van Kris Nauwelaerts
- Hier harder slaan! (2000), in samenwerking met Marijke Bisschop, met illustraties van Tine Vercruysse
- Argus (2001), met illustraties van Tine Vercruysse
- De baby uit de bloemkool. En waar kom jij vandaan? (2002), met illustraties van Anne Westerduin
- Argus en het flessenspook (2002), met illustraties van Tine Vercruysse
- Wachten op Venusta (2002), met illustraties van Goele Dewanckele
- Niet welkom (2013)